# Червињаско
Червињаско је насеље у Италији у округу Кунео, региону Пијемонт.
Према процени из 2011. у насељу је живело 109 становника. Насеље се налази на надморској висини од 283 м.